# Fabian Hambüchen
Fabian Hambüchen (Bergisch Gladbach, Alemania, 25 de octubre de 1987) es un gimnasta artístico alemán, especialista en la prueba de barra horizontal con la que ha logrado ser campeón olímpico en 2016 y campeón del mundo en 2007.
Vive en la ciudad alemana de Wetzlar (estado de Hesse).

## Carrera

### 2006
En el Mundial celebrado en Aarhus (Dinamarca) consigue dos medallas de bronce: en la general individual —tras el chino Yang Wei (oro) y el japonés Hiroyuki Tomita (plata)— y en salto de potro, tras el rumano Marian Drăgulescu y el bielorruso Dmitry Kasperovich.

### 2007
En el Mundial de Stuttgart 2007 gana tres medallas, una de cada metal: oro en barra fija —por delante del esloveno Aljaž Pegan y de nuevo el japonés Hiroyuki Tomita—, plata en la general individual —por detrás del chino Yang Wei (oro) y delante del japonés Hisashi Mizutori—  bronce en el concurso por equipos, tras China y Japón, siendo sus compañeros de equipo: Eugen Spiridonov, Robert Juckel, Marcel Nguyen, Thomas Angergassen y Philipp Boy.

### 2008
En los JJ. OO. de Pekín consigue un bronce en barra fija, tras el chino Zou Kai y el estadounidense Jonathan Horton.

### 2010
En el Mundial de Róterdam 2010 consigue dos medallas de bronce: en barra horizontal —tras el chino Zhang Chenglong y el neerlandés Epke Zonderland— y en equipos, tras China y Japón.

### 2012
En los JJ. OO. de Londres gana la plata en barra, tras el neerlandés Epke Zonderland y por delante del chino Zou Kai (bronce).

### 2013
En el Mundial de Amberes 2013 gana la plata en barra —tras de nuevo Epke Zonderland y delante del japonés Kōhei Uchimura (bronce)— y el bronce en la general individual, tras los japoneses Kohei Uchimura y Ryohei Kato.

### 2016
En los JJ. OO. de Río gana el oro en barra, por delante del estadounidense Danell Leyva y del británico Nile Wilson.